# Яковина, Тина
Тина Яковина (словен. Tina Jakovina, род. 11 августа 1992 года в Постойне, Словения) — словенская профессиональная баскетболистка, выступающая на позиции лёгкого форварда. В настоящее время играет за немецкий клуб «ТСВ 1880 Вассербург» и национальную сборную Словении.

## Карьера

### Клубная
Начала выступления в Словении, где играла за «Гросупле» и «Триглав». В сезонах 2015/16 и 2016/17 выступала за словенский клуб «Атлет Целе», в котором в среднем набирала 9,4 очка, совершала 6,3 подбора, отдавала 1,4 передачи, совершала 1,2 перехвата и 0,3 блок-шота за 20 матчей в Словенской лиге, а также завоевала с командой титулы чемпиона Словении и Кубок Словении по баскетболу . В играх Адриатической лиге в 10 матчах в среднем набирала 9,2 очка, совершала 5 подборов, отдавала 1,1 передачи, совершала 1,1 перехвата и 0,5 блок-шота.

### Международная
С 2008 года выступает за национальную сборную различных возрастов под эгидой ФИБА. В составе юниорской сборной выиграла серебряную медаль на чемпионате Европы 2009 года, Дивизион В, а также дошла до стадии полуфиналов в первенстве Европы 2010 года. 
С 2013 года выступает за первую сборную Словении. Яковина принимала участие в женском чемпионате Европы 2017 года в составе сборной Словении, где в среднем набирала по 8 очков и совершала 1,5 подбора за матч. Однако команда Словении выступила на турнире неудачно. 
Также включена в состав национальной команды для участия в Евробаскете 2019 года. 